# Villa María (Río Negro)
Villa María ist eine Ortschaft in Uruguay.

## Geographie
Sie befindet sich zwischen der Cuchilla de Haedo und der Cuchilla del Ombú im zentralen nördlichen Teil des Departamento Río Negro in dessen Sektor 6. Nahe dem Ort verläuft der Arroyo Don Esteban Grande. Im Westen grenzt Villa General Borges an. Einige Kilometer weiter Richtung Westen ist Menafra gelegen.

## Einwohner
Der Ort hatte bei der Volkszählung im Jahr 2011 132 Einwohner.
| Jahr | Einwohner |
| ---- | --------- |
| 1963 | N.N.      |
| 1975 | N.N.      |
| 1985 | N.N.      |
| 1996 | N.N.      |
| 2004 | 199       |
| 2011 | 132       |

Quelle: Instituto Nacional de Estadística de Uruguay